# Филмар
Филмар (њем. Villmar) град је у њемачкој савезној држави Хесен. Једно је од 19 општинских средишта округа Лимбург-Вајлбург. Према процјени из 2010. у граду је живјело 7.191 становника. Посједује регионалну шифру (AGS) 6533015.

## Географски и демографски подаци
Филмар се налази у савезној држави Хесен у округу Лимбург-Вајлбург. Град се налази на надморској висини од 143 метра. Површина општине износи 43,1 km². У самом граду је, према процјени из 2010. године, живјело 7.191 становника. Просјечна густина становништва износи 167 становника/km².